# Timahdite
Timahdite  (in arabo تيمحضيت‎?) è un centro abitato e comune rurale del Marocco situato nella provincia di Ifrane, regione di Fès-Meknès. Conta una popolazione di 10 945 abitanti (censimento 2014).